# 農場の少年
『農場の少年』（のうじょうのしょうねん、英語: Farmer Boy）は、ローラ・インガルス・ワイルダーによって書かれた児童向けの歴史小説である。1933年に出版された。『小さな家』シリーズで2番目に出版されたものである。ただし、最初の『大きな森の小さな家』とは直接の繋がりがない。そのため、『大草原の小さな家』がシリーズの2番目と呼ばれたり、『ローラ年代記』の2番目と呼ばれたりしている。

## あらすじの要約
この小説は、1860年代にニューヨーク州マローンの町の近くで育った、ワイルダーの夫、アルマンゾ・ワイルダーの子供時代に基づいている。この作品では、9歳の誕生日を迎える直前から1年間の農作業が描かれている。この本では、動力付きの乗り物や電気を一切使わずにワイルダー家の農場を運営する際に伴う際限のない雑用が詳しく説明されている。アルマンゾはまだ幼いが、毎日午前5時前に起きて牛の乳を搾り、家畜を飼っている。植物や家畜が育つ季節には、彼は作物を植えて世話をする。冬には、丸太を運び、氷室に水を詰めるのを手伝い、若い牛のチームを訓練し、父親の余裕があるときは学校に通うこともある。この小説には、彼の兄であるロイヤルと、姉であるイライザ・ジェーンとアリスの物語が含まれている。

## 歴史的背景
アルマンゾ (1857 - 1949 年) は 1857年2月に生まれたため、小説はローラの誕生 (1867 - 1957 年) より前の 1866年に始まる。この作品には、アルマンゾの兄であるロイヤル (1847 - 1925 年)、姉であるイライザ・ジェーン (1850 - 1930 年) とアリス (1853 - 1892 年) が登場する。一方、彼にはローラ（1844 - 1899年）という名前の姉もいたが、この小説の出来事と当時、ローラはすでに22歳くらいで、おそらく家を出ていたと思われる。
その後、彼にはパーリー・デイ (1869 - 1934 年) という名前の弟ができたが、小説の舞台となった時点ではまだ生まれていなかった。

## 批評
ヴァージニア・カーカスは、1933年1月に出版前の書評サービスを立ち上げていて、その半月ごとの会報「カーカス・レビュー」(後の呼び名)を発行していた。1926年からは本の編集者として、彼女は、ハーパー&ブラザースのために、ワイルダーのデビュー小説『大きな森の中の小さな家』を担当した。ハーパー&ブラザースは、1932年の初めにこの本を出版し、数か月後に経済対策として児童部門を約1年間削減した。オンライン・アーカイブによると、カーカスはハーパーからの出版の日である 1933年10月1日号にこの小説の短い書評を寄稿した。
「少年向け、『乙女の季節(邦題)』(As the Earth Turns)。ヘレン・シーウェルによる楽しいイラストを添えた、アメリカ消え去りつつある生活の物語。」
『乙女の季節』は、グラディース・ハスティ・キャロル は、5月2日にマクミランから発売され、20,000 部の先行販売があり、Book-of-the-Month Club の5月の本に選ばれた。この本はメーン州の家族経営の農場での1年間を題材としている。
マローン近くにあるワイルダー農場は、アルマンゾとローラ・インガルス・ワイルダー協会によって対話型教育センター、博物館、博物館として運営されている。この施設は、2014年にアメリカ合衆国国家歴史登録財に登録されている。

## 日本語訳
- 恩地三保子(訳)『農場の少年 (インガルス一家の物語 ; 5)』福音館書店、1973年、のち福音館文庫、2003年
- こだまともこ, 渡辺南都子(訳)『農場の少年 (講談社文庫. 大草原の小さな家 ; 5)』講談社、1985年、のち講談社文庫、1988年
- 足沢良子(訳)『農場の少年 (大草原の小さな家シリーズ ; 5)』草炎社、2006年

### 注記
1. ↑  5巻セット。インガルス一家の物語(ローラ年代記)は、5巻セットで構成されている（1994年1月）[11]。したがって、このシリーズは、1881年の初頭、『長い冬』の終わりにローラが 14歳になるまでのインガルス一家の物語が語られている。ワイルダーによる2番目の作品『農場の少年』(1933年)は、のちにローラの夫となるアルマンゾ・ワイルダーの少年時代の物語である。彼は6番目の小説「長い冬」で再登場し、彼らの恋愛は7番目の小説「大草原の小さな町」で始まる。